# J-WAVE
株式会社J-WAVE（ジェイウェィブ、J-WAVE, Inc.）は、東京都を放送対象地域として周波数変調で超短波放送（FM放送）をする特定地上基幹放送事業者である。J-WAVEの重要な功績としては1989年頃に「J-POP」（Jポップ）という新たな音楽ジャンルと名称を定義・新造し、1990年代を通じてそれを定着させた点がある。日本民間放送連盟の地上放送正会員の中で社名に「放送」「テレビ」「ラジオ」「エフエム（FM）」のいずれも含まない唯一の放送局でもある。

## 概要
「株式会社エフエムジャパン」として1987年末に設立され、翌年の1988年10月1日より放送を開始した。東京都を放送対象地域とする民放FM局ではエフエム東京（TOKYO FM）に次いで2番目に開局している。
設立には、六本木に本店を置いていたレコード店「WAVE」（2011年経営破綻）の母体であるセゾングループと、東急グループが出資者として深く関わった。クレディセゾン会長で自身もJ-WAVE創設に関わった林野宏によれば、「J-WAVE」と名付けたのはセゾングループ代表の堤清二だったという。開局申請には495社が応募したが、郵政省（当時）は「調整」と称して1社に絞り込んだ。
設立時から2006年6月まで、代表取締役会長・社長には、長らく郵政省からの官僚もしくは経団連出身者が務めていたが、2008年6月に社長に就任したニッポン放送（2023年現在、同社が同一放送対象区域で10％を超える（18.2%）株式を所有しており支配関係に該当するが、2011年6月の規制緩和で適用除外となっている）出身の小笠原徹以降、ラジオ業界経験者が務めることになった。ただ役員の多くは、出資法人の管理職クラス社員が派遣されている。
1993年5月に設立されたJAPAN FM LEAGUE（JFL）において、事実上幹事局の位置付けとなっている（JFLの特性上、J-WAVEはキー局ではない）。2003年にはそれまでの西麻布（高樹町）から六本木ヒルズ森タワー33階に移転し「定期放送されている日本一地表より高い場所にあるラジオ局」となる。
2006年5月29日から2011年3月まで、日本国内で初めて音楽番組専門のインターネット無料配信サービス「Brandnew J “Just Like Radio”」を運用していた。2006年8月には主に首都圏を対象としたインターネットサービスプロバイダ事業「J-WAVE@NET」（ジェイウェィブ・アット・ネット）を開始。インターネットと放送の融合が云われながらも遅々として進まない状況が続いていた中、放送局自らがプロバイダ事業に乗り出した国内初の例であった。
コールサインはJOAV-FM。
放送対象地域の一部である東京都島嶼部には中継局が無い。また同多摩地域にも中継局がない。
2012年4月23日より東京スカイツリーから送信を開始したことにより、高層建築物の影になる東京都港区南西部に難聴地域が発生した。それに伴い、港区南西部およびその周辺部と放送区域としてJ-WAVEみなとFM（六本木ヒルズ森タワー、100W、88.3MHz）の免許を2015年10月21日付で受けた。試験電波の送信を経て、11月1日5:00に開局した。

### 事業所所在地
本社
〒106-6188 東京都港区六本木六丁目10番1号 六本木ヒルズ森タワー33階
大阪支社
〒530-0001 大阪府大阪市北区梅田二丁目4番13号 阪神産経桜橋ビル9階

### 送信所
| 種別   | 局名   | 周波数  | 空中線 電力 | 実効 輻射 電力 | 所在地                | 備考 |
| ------ | ------ | ------- | ----------- | -------------- | --------------------- | --- |
| 親局   | 東京   | 81.3MHz | 7kW         | 57kW           | 東京 スカイツリー     | かつては東京タワーから送信していたが、東京スカイツリーへの移転を計画し、2010年にNHK東京FM放送と共に移転許可の申請を総務省に提出、2011年2月4日に認可された。これにより2012年1月下旬 - 3月末の試験放送を経て4月23日より送信している。 |
| 中継局 | みなと | 88.3MHz | 100W        | 110W           | 六本木ヒルズ 森タワー | 東京スカイツリーからの送信に伴い、高層建築物の影になる港区南西部の難聴を解消するために設置されたもので、六本木ヒルズ森タワーの予備送信設備を利用し、試験放送や免許交付を経て2015年11月1日より運用を開始した。                       |
| 廃局   |        |         |             |                |                       | |
| 親局   | 東京   | 81.3MHz | 10kW        | 44kW           | 東京タワー            | 予備送信所として東京タワーを継続使用するNHK-FMとは異なり、当局では後述にある社屋内の非常用送信システムを予備送信所として継続使用するため、東京タワーからの送信は完全に廃止された。                                                  |

出典
- 非常用送信システム
  - 送信機はFBN-11K01SU（NEC）で送信空中線は六本木ヒルズ森タワー屋上に設置された垂直ダイポールアンテナ2段1面により出力1kW、ERP960Wにて送信される。これは主送信所を東京スカイツリーに移転した後も設備は変わっていない。

### スタジオなど

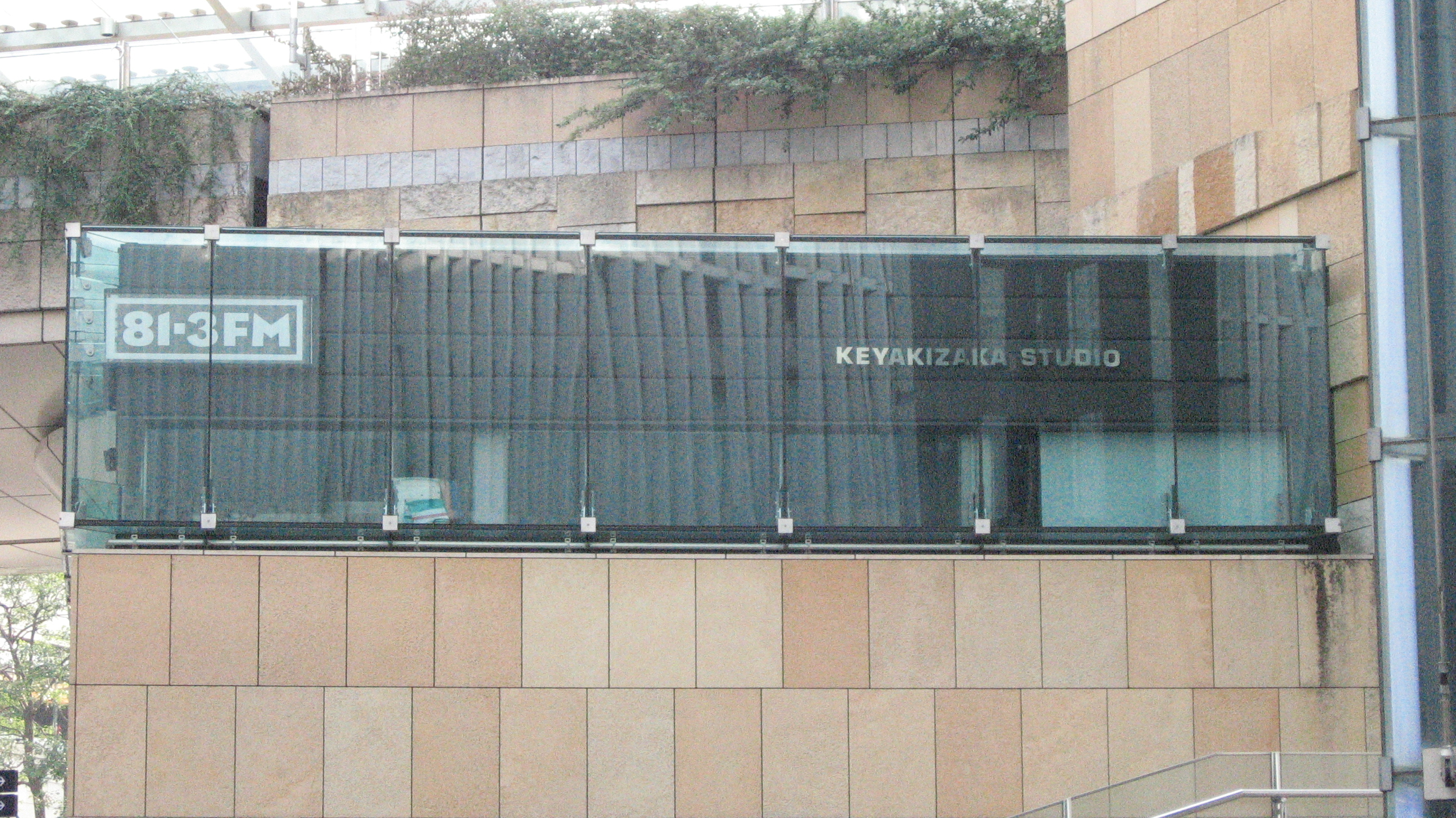
けやき坂スタジオ

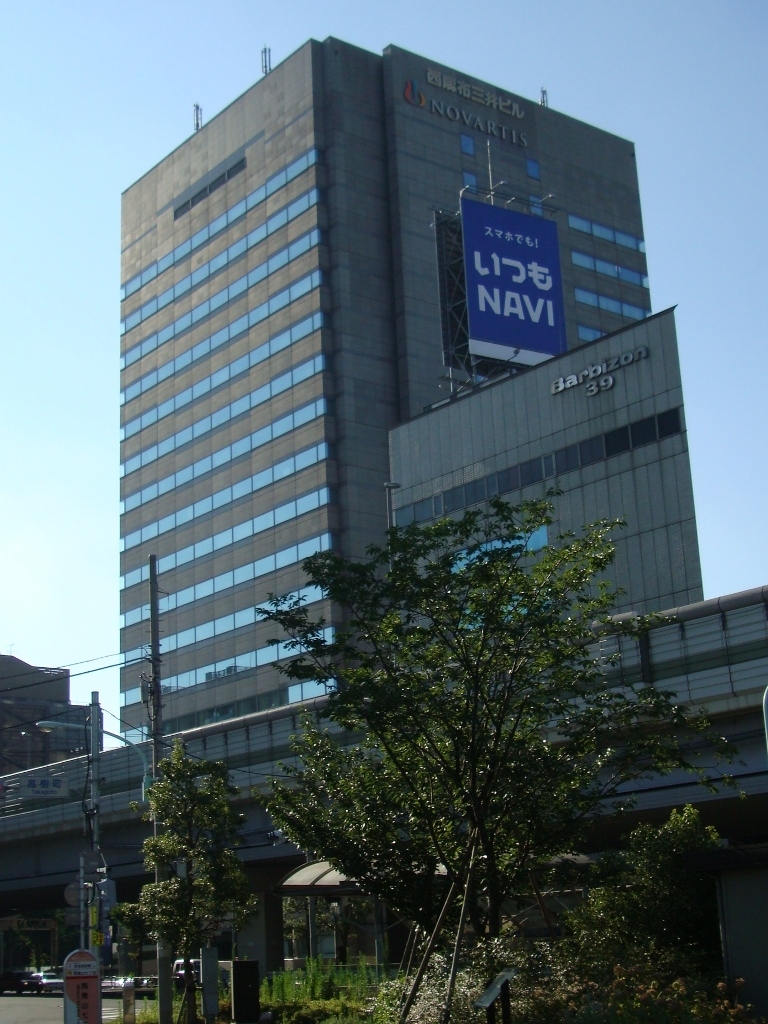
西麻布三井ビルディング（2019年解体）

本社スタジオ
生放送用スタジオはA,B,C Studioからなる。 音声調整卓は2021年2月よりRoland社のM-5000を使用。森タワー移転当初からスチューダー社の928ミキシング・コンソール（アナログ式）を使用していた。
モニタースピーカーはスチューダーとKRK両社の製品を使用。CDプレーヤーなど回転系の機材は、他局より更新サイクルが短い傾向がある。
A,Bスタジオの窓からは、かつての送信所だった東京タワーが眺望出来る。しかし、東京タワーから送信される各放送局の電波がガラス窓を透過するため、可能な限りガラス窓に張られたシールドフィルムで弾いている。
ブース内、回転式のアナウンステーブルと、電動モーションコントロールマイクシステムにより、天井から吊ったマイクを移動できるシステムとしており、マイクスタンドを排除した。これはDJ・出演者の構成によって向きを変えられるようにしたため。
録音スタジオとして1,2 Studioを配置。1 Studioからも東京タワーが眺望できる。
また、2013年10月に「ゼロスタジオ」が完成、2013年10月からは『ZAPPA』が、2017年4月からは『SATURDAY NIGHT VIBES』が放送されている。ここはアナブースがないため副調整室内にマイクが置かれ、番組ナビゲーターが自らミキシングやプレーヤー操作などを行うスタイルのワンマンスタジオとなっている。番組ナビゲーターは選曲から送出までを一人でこなす。
このほか編集用スタジオが設けられており、2021年末頃に2つの編集室の間仕切を撤去して、1つの大きな部屋に改修する更新工事が行われた。
各生放送スタジオからはワーキングエリアの「D-Room」と直結。近接箇所に「CDライブラリー」がある。
けやき坂スタジオ
六本木ヒルズ内のサテライトスタジオ。本社演奏所マスター（主調整室）までは光ケーブルとメタルケーブルで結ばれる。
音声調整卓は、2018年2月よりRoland社のM-5000を使用。開設当初からスチューダー社の928ミキシング・コンソール（アナログ式）を使用していた。
メインのマイクは、歴代的にベイヤーダイナミック（Beyerdynamic）のリボンマイクを使用している。
他のサテライトスタジオとしては2024年4月に東急プラザ原宿「ハラカド」内に開設した「J-WAVE ARRTSIDE CAST」があり、ポッドキャスト番組の収録やレンタルスタジオの業務を中心に行うほか、ラジオの生放送への対応も可能となっている。かつてはHMV渋谷にサテライトスタジオを設置していた（1998年10月 - 2009年9月）。
本社移転プロジェクト
2003年10月、開局15周年を迎えるに当たり、本社・演奏所を西麻布三井ビルディングから六本木ヒルズ森タワーに移転することを決定した。当初は西麻布三井ビルディングでの改修を計画していたが、条件などを検討して六本木ヒルズ森タワーへの移転を決めた。
2003年2月、移転計画を発表。六本木ヒルズオープンは4月。本社・演奏所工事は実質6月から開始され、10月1日完成とスケジュールは極めて過密であった。特に放送技術関係は困難を極めたが、予定通り2003年10月1日移転、開局15周年を迎えた。このプロジェクトは社内で、六本木ヒルズのある六本木6丁目から66、六本木ヒルズ森タワー33階に移転することで33、と語呂を合わせた66-33プロジェクトと名付けられた。
本社・演奏所の電源システム
六本木ヒルズ本社の電源は、六本木エネルギーサービスから供給を受けている。
森タワー地下6階にある都市ガス使用のガスタービン（6360kWが6台）と、その廃熱利用による補佐的なスチームタービン（500kWが1台）により発電している。さらに、両タービン点検時のバックアップとして、東京電力の66kVを2回線で受電しているなど、高信頼性を持った電源システムである。ここより発電された電力は、6.6kVの複数ある回線をビル内の複数の変電所に送り、低電圧に変換する。
J-WAVEは2ヶ所のビル内変電所から、三相210Vが2回線、三相415Vも2回線、合計4回線を受電。2ヶ所の変電所から受電するので、1か所の変電所でトラブルが起きても、最低限の電源確保はできると二重の冗長化システムになっている。さらに万が一の停電に備えた30kVAの無停電電源装置2台も設置され、これとは別に、東京スカイツリーに放送を伝送するバックアップ用回線装置向けの非常時用無停電電源装置も設置している。
「周辺需要家が停電しても六本木ヒルズは停電しない」と言われている事も、J-WAVEが六本木ヒルズへの移転を決めたポイントである。

### ステートメント&ステーションコンセプト
開局から32年守られたステートメントは"TUNE INTO THE FUTURE～未来をつくる音楽放送局"で「J-WAVEリスナーと共に東京で生活する人の新しいヴィジョンをつくりたい」との意味が込められている。またリスナーとのコミュニケーション・キーワードとして"GOOD DESIGN"を提唱しており、それらに合わせた番組作りがなされている（後述）。ステーションコンセプトは一部ジングルでも謳われている「Soundscape and Imagination, 81.3 J-WAVE」（サウンドスケープ・アンド・イマジネーション エイティワン・ポイント・スリー・ジェイウェィブ）。
2020年1月、ステーションロゴとともにステートメントを一新。新ステートメントは"for the Unique and Universal"で「声と音楽と行動で、多様な東京の風景を作る」をJ-WAVEのミッションとしている。

## 資本構成
企業・団体の名称、個人の肩書は当時のもの。出典：

### 2015年3月31日 - 2020年3月31日
| 資本金 | 発行済株式総数 | 株主数 |
| ------ | -------------- | ------ |
| 20億円 | 40,000株       | 84     |

| 株主                                | 株式数  | 比率   |
| ----------------------------------- | ------- | ------ |
| ニッポン放送                        | 7,230株 | 18.08% |
| クレディセゾン                      | 2,560株 | 06.40% |
| 共同通信社                          | 1,860株 | 04.65% |
| 中日新聞社                          | 1,860株 | 04.65% |
| みずほ銀行                          | 1,520株 | 03.80% |
| 日本経済新聞社                      | 1,480株 | 03.70% |
| 東急エージェンシー                  | 1,360株 | 03.40% |
| 東京都                              | 1,200株 | 03.00% |
| 朝日新聞社                          | 1,200株 | 03.00% |
| 読売新聞東京本社                    | 1,200株 | 03.00% |
| ADKマーケティング・ソリューションズ | 1,200株 | 03.00% |
| 三菱UFJ銀行                         | 1,200株 | 03.00% |

## 特徴
開局からその10年後まで“More Music Less Talk”をスローガンに、音楽番組だけで構成されていた。2025年現在では、様々なジャンルにわたる音楽を紹介しつつ、トーク主体の編成となっている。
アメリカのFM局であるKTWV（通称"The WAVE"）の中心人物だったフランク・コーディに倣い、バブル景気中に各地で設立された“聞き心地の良い音楽だけを流し続けるFM局”の一つであり、かつては「国際都市TOKIO発」をキーワードにしていたこともあった。その名残は2025年現在でもあり、東京都心の情報や海外の話題を紹介している。他の関東所在各局と異なり、ヘヴィー・ローテーション番組が存在しない。
J-WAVEでは、「司会者は音楽をナビゲートするためにいる」という考えから、他局で言うDJを「ナビゲーター」と呼ぶ。当初はネイティヴに近い程度の英語力が必須で、人並みでない人物像やキャリアが求められ、心地よい放送を目指すことから、トーク内容にも厳しい制約があった。クリス・ペプラー、ジョン・カビラ、ジェームス天願、ルーシー・ケント、キャラ・ジョーンズなどの英語話者であるタレントを送り出した。そのため、現在でも大半のナビゲーターは日本語と英語のバイリンガルDJである。
また、番組やCMの合間に流れるジングルも1万種類以上あるといわれている。同一のメロディー（81.3〈Eighty One Point Three〉 J-WAVE〜♪）を基本としている。このメロディーはフランク・コーディの作曲であり、JASRACに登録してある。アレンジは変えてもメロディーを変えないという方針は開局当時からあり、それが局イメージの浸透に貢献した。基本的にジングルはアナログテープでの保管であり、デジタル化は進んでいない。
開局以来、交通情報のBGMはチック・コリア、天気予報のBGMはデイヴィッド・ベノワが作曲・演奏したものが使われてきたが、2004年4月より小曽根真が作曲、同トリオが演奏した楽曲を使用している。
2025年現在では多くのFM局が行っていることだが、コンプレッサーやイコライザーを積極的に利用して聞き心地の良い音を作り、局の個性として一貫して反映させたのはJ-WAVEが初めてであった。初期"More Music Less Talk"路線の頃は、明らかに他局とは異なる音質で話題になった。
FM局には珍しい時事解説番組（JAM THE PLANET）やビジネス関連の番組（MAKE IT 21）を放送（『MAKE IT 21』はナビゲーターの経歴不祥事により2016年3月中旬で打ち切られた）。
日本国内の民放ラジオでは唯一創価学会と聖教新聞のコマーシャルを流していない局である。かつては消費者金融や不動産投資、パチンコ店、公営競技など、リスナーに不利益を与える可能性のある業態のコマーシャルは流していなかったが、2010年代頃からは緩和され、銀行系の消費者金融やボートレースのCMは流れることがある。しかし、2023年現在、パチンコ・パチスロ関係（メーカー、ホール共に）のCMは皆無である。
かつてラジオショッピングとして『SHOPPER'S DIAL -Goody Goody-』があったが、その後『TOKYO PREMIERE』になり、2010年9月末で終了した。
リスナーから寄せられる楽曲リクエストのことを2013年4月から「ミュージック・シェア」（Music Share）と呼んでいる。これは「一方通行で"要請"するのではなく、今聴きたい音楽をみんなで"共有"する」という考えが元となっている。

## 編成
放送時間は月曜日から日曜日まで、24時間放送を行う。原則的には5時が一日の区切りとなっている。原則として、土日の夕方から夜にかけては単独スポンサーの54分番組が、それ以外の時間にはワイド番組が放送されている。週末の番組を中心に単独スポンサーによる30 - 40分のコーナーを設置し、それを挟みながら放送するブロックワイド形式をとるワイド番組もあったが、徐々に姿を消していき、現在は土曜日の『RADIO DONUTS』程度となった。
日曜日の深夜1時から翌朝5時までは放送休止としているが、実際には試験放送（フィラー）や後述の放送番組審議会の内容紹介などといった番組が入る事もある。かつてはFMでの放送休止時間帯において、衛星放送で「ROCKIN' SOUL YELLOW」という独自番組が放送されており、J-WAVEを中継するコミュニティ放送局の中にはこの番組も中継しているところがあった。
日曜日の放送終了直前にかかる音楽"Across The View"（Richard Burmer）は、開局前の試験放送時から人気の楽曲で、当時は問い合わせが殺到したという。

### 時報
開局当初より「番組の流れを断ち切らない」という考え方のもと、放送中に時報をほとんど流していない。
以前は「Singin' Clock」（シンギン・クロック）というジングル風の「時報」を随所で使用していた。これは女声（英語）によるゆったりとした歌もので、歌詞中に含まれる"It's 〜 o'clock"の"〜（数詞）"の部分が正時になるよう、調整されて送出されていた。
現在は上記のSingin' Clockを毎日5時と6時（月曜5時はオープニング兼用、週末5時は"Welcome to the weekend"が追加）に使用しているほか、平日の10時・15時・18時（いずれも番組の途中）に、ヴァイオリンとシンセサイザーによる音楽（30秒ほど）のあと、「At the tone, 10 AM」「At the tone, 3 PM」「At the tone, 6 PM」とアナウンス、そしてガラス棒を叩くような“コーン”という音で正時が告知される（音楽部分にはコメントのみのCMが組み込まれるが、サウンドプラネット経由では音楽のみ）。2019年4月現在、10時・15時と金曜の18時時報後にはHead Line Newsが入る。
2010年4月からは平日の10時・15時・18時のタイミングはそのままにメロディやアナウンスが変わっている（アナウンス上は「Singin' Clock」と言っているため、平日朝のものとは多少違うSingin' Clockとも受け取れる）。また、正時告知のガラス棒を叩くような音のところまでメロディがかぶっている（radikoでは、多少のタイムラグが発生するため、正時告知のところは鳴り始めたところでカットアウトし、Head Line Newsからカットインする）。さらに2011年6月、シチズンホールディングスがスポンサーに就き、曲も溝口肇の『シチズンサウンド』に改められた（サウンドプラネットではフィラー音楽に差し替え）。2021年6月からは健栄製薬が平日10時・15時の、霧島酒造が平日18時のスポンサーに就き、前者では永瀬廉による「手ピカジェル」のCM、後者ではジョン・カビラによる「黒霧島」のCMが流れた後に時報告知サウンドが流れるようになっている。2022年10月から2023年3月までは平日10時のみJVCケンウッドがスポンサーに就いていた。2025年2月現在、この時報については「TICK TACK J-WAVE」（チックタックJ-WAVE）と呼称し、スポンサーは10時台は奥村組、15時台は15時はマルホン胡麻油、18時台はセゾンファンデックスとなっている。
また、週末に関しては土曜の16時台 - 21時台・日曜の16時台 - 23時台はスローな音楽と英語のナレーションで時刻を知らせる「TIME CLOCK」（タイム・クロック）を採用し、概ね正時の15秒前から流し、正時に次の番組が始まるようになっている。
通例、ラジオ放送では時報前にステーションブレイクまたは時報CM（「○○が、○時をお知らせします」等）を入れ、時報後に番組に戻るパターンが多いが、J-WAVEの場合、特にワイド番組同士の間はCMを挟まず（ステーションブレイクレス編成という）、前の番組のエンディングからそのまま次の番組に入るケースが多い。更には、開局当初から長らく、ナビゲーター（DJ）同士が喋りながら番組を引き継いでいくスタイルだったため、タイムテーブル上の時間ちょうどに番組が始まることはほとんど無く、時として番組開始のアナウンスが大きくずれ込むこともあった（クロスプログラムの亜種ともいえる）。
例として、以前平日7時から9時に放送していた『TOKIO TODAY』のジョン・カビラと、9時放送開始予定の『ANTE MERIDIEN』のデーヴ・フロムが8時57分ごろから話し始め、8分近くも喋り続けたため、ANTE MERIDIENの番組開始アナウンスが9時5分ごろになされたことがある。
2024年4月現在ではこうした番組間の引き継ぎは金曜日の11時半前後（2016年10月以降の『〜JK RADIO〜TOKYO UNITED』（ジョン・カビラ）から『ALL GOOD FRIDAY』（LiLiCo、稲葉友））に残るのみとなっており、それ以外の番組は開始時刻ちょうどにスタートするようになっている。

## 沿革
- 1987年（昭和62年）12月10日 - 株式会社エフエムジャパン（本社・演奏所：東京都港区西麻布四丁目17番30号 西麻布三井ビル内）設立。西武百貨店やパルコ、西友など当時のセゾングループが設立に深く関わる。
- 1988年（昭和63年）
  - 8月1日 - 周波数81.3MHz、出力1kWで送信所西麻布三井ビルより試験放送を開始（'AZ'-STATION J-WAVE参照）。
  - 10月1日1時 - 2か月間の試験放送に幕。試験放送終了と本放送開始告知のアナウンスは、ジョン・カビラが行っていた。
  - 10月1日5時 - 周波数81.3MHz、出力10kW、送信所東京タワーよりFMでは全国28番目（FM長野と同日）、民放FM局として東京で2番目に開局。本放送開始を告げるアナウンスは日本語は遠藤泰子、英語はジョン・カビラであった[35]。当時は音楽を多用するFM局が少なかった中、アメリカの音楽専門ラジオ局のような"More Music Less Talk"（トークよりもよりたくさんの音楽を）路線を打ち出した。
- 1989年（昭和64年）1月7日 - 昭和天皇崩御に伴い、通常の番組・CMを休止し、クラシック音楽を2日間にわたって放送した。
  - 番組と番組の間に、AZ-WAVEというノンストップで快適な音楽をかけるプログラムをはさんだり英米のポピュラー音楽を中心にヒーリング系・ジャズなどの選曲を重視、歌謡曲や演歌はかけず、日本ヒット音楽も極力かけないというスタイルで大人気に[注釈 24]。
  - 邦楽の中でも、J-WAVEの選曲スタイルにあった曲はJ-POPと定義づけてかけるようになる。対するJFN系ではかなり広範囲のジャンルを包括する「Japanese Pops（日本のポップス）」という概念であったが、後に両者は融合したような捉え方となる。もともとJ-POPという言葉はJ-WAVEが起源。また、いわゆる「渋谷系」アーティストの曲もよく流していた。
  - ところが不況の影響などから次第に番組の傾向が変化した。スポンサーが、営業に直接的に結びつかないイメージ重視の広告を次々に取り止めたことがその変化の最大の要因であった。そして1995年頃から新人ナビゲーター（ディスクジョッキー）を募集[注釈 25]、その頃から選曲の面では従来の「J-POP」に当てはまらない一般的な邦楽もかけ始めるようになり、専門番組も登場した。この変化は、スポンサーの望む顧客層と実際の聴取者とのギャップを埋めることが社内の必達事項になったことが原因である。ちなみにこの頃はバブル景気が崩壊し「失われた30年」が始まった時期とほぼ一致する。
- 1995年（平成7年） - 文字多重放送（アラジン）開始。コールサインはJOAV-FCM。
- 1997年（平成9年）4月 - 改編時に、従来の"More Music Less Talk"路線上の番組はほぼ姿を消し、音楽よりもトークを重視した番組編成が主体になった。むしろ「コミュニケーション・タイム」と呼ばれるゲストとの会話、リスナーとのやりとりや電話が重視され始めた。
  - その後、番組・選曲も大きく変わり、開局当初の面影を残す番組は完全に無くなった。往時を知らない世代や流行邦楽に抵抗のない聴取者からは、なお一定の支持があるが、FM聴取率（首都圏）の方では開局当時から比べると低迷している。ただし、ラジオそのものに対する「媒体の価値」「媒体のチカラ」そのものを表す「セッツ・イン・ユース」そのものも低下している点は否めない。
  - この数年における状況を当時の編成局長・久保野永靖氏は「当時は音のインテリアをめざしていたのだと思います。部屋にある家具や絵画のように、音で空間を満たしていく」と語るように、スローガンに沿って音楽を聴かせることを第一義とし、ヒット曲を優先しない選曲とバイリンガルDJで、おしゃれなラジオとしていたとされる[36]。
  - この路線転換について久保野は「J-WAVEって何だろう？　と、もう一度考えた時に、“われわれは都市生活者のためのメディアである”という発想転換がありました」と語る。この頃から日本人の意識がドメスティックになり、海外の楽曲や情報に対するニーズが低くなる代わりに聴かれるようになったのがJ-POP（この「J-POP」はあくまで「邦楽」という意味であり、言葉の発祥でありながら当初の定義づけも変わってしまう。この前後には邦楽という意味の「J-POP」が定着している）。音楽が流れてさえいればいい、という要求は影を潜め、「Talk」が「Less」ではなくなる転換点を迎えることになる[37]。
- 2003年（平成15年）10月1日 - 商号を株式会社J-WAVEに変更。本社・演奏所を港区六本木六丁目の六本木ヒルズ森タワー33階に移転、キャンペーン"LOOK! MUSIC COMES"を移転後1か月に渡り行う。この際、六本木ヒルズ森タワーの空きフロア西側に放送と連動する照明を取り付け、サウンドインジゲーターとして使う"J-WAVE SINGING TOWER"を実施した。
  - この際、「エフエムジャパン」から「ジェイ・ウェーブ」に称号が変わったことで、会社名から「エフエム」が消えたものの、呼出符号のきまりとして「事業者の名称などの次に「エフエム」または「エフエムほうそう」の文字を付する」があることから、オープニング・クロージングのみ『ジェイ・ウェーブ・エフエム』と呼称する。
- 2004年（平成16年） - このからは再び音楽重視路線への回帰が見られ、土曜早朝の『Smooth Air』や、平日夜の『J-WAVE LOUNGE』などといった番組が登場している。
- 2005年（平成17年）8月 - J-WAVEの着メロ・うた・ボイスサービスJ-WAVE SOUNDS開始
- 2006年（平成18年）
  - 5月29日 - 日本国内で初の音楽番組専門インターネットストリーミングラジオ「Brandnew J “Just Like Radio”」のベータ版サービスを、10月2日10時に本放送を開始。12月にはW-ZERO3を主な対象とした「J-WAVE Brandnew J（Beta）]を配信。
- 8月 - 主に首都圏を対象としたインターネットサービスプロバイダ事業「J-WAVE@NET」開始。
- 2008年（平成20年）10月1日 - 開局20周年を迎えて9時から24時間連続の記念特番『VISIONARY WORLD』を放送した。特番はDJが時間ごとに総出演した。
- 2010年（平成22年）
  - 3月15日 - ほかの在京ラジオ6局と共同でインターネットでのサイマル放送「radiko」を試験的に開始（南関東1都3県限定）[38][39]。
  - 9月26日 - 文字多重放送（アラジン）終了。
  - 10月1日 - ウェブサイトをリニューアル。同時にUstreamにブランドチャンネルを開設。
  - 12月1日 - ほかの在京ラジオ6局と共同でインターネットでのサイマル放送「radiko」の本放送を開始（試験放送では、南関東限定だったが、リニューアルに伴い北関東でも利用可能に）。
- 2011年（平成23年）
  - 3月11日14時46分 - 東日本大震災（東北地方太平洋沖地震）発生。報道特番に切り替えたほか、通常の番組も内容の一部変更を実施。また当日の18時台から翌12日の8時台までJ-WAVEが幹事局となり、ラジオ災害情報交差点を在京局で同時放送。発足後初めての実放送となった。放送では昭和天皇崩御のときのように、通常の番組・CMを休止し、クラシック音楽を13日5時まで放送した。間で『HEADLINE NEWS』『WEATHER INFORMATION』『TRAFFIC INFORMATION』を随時放送。13日5時以降はほぼ通常編成に戻りつつも内容は大幅に変更した。
  - 各種LIFE INFORMATIONでは「NEWS」では東北や北関東を中心とした被害状況を、「TRAFFIC」では首都圏の道路と鉄道の情報を通常の倍以上の時間をかけて放送した。なおBGMなどは通常のもの（入りアナウンスなども通常時間帯ナビゲーターのもの）を使用。
  - 3月15日 - auの携帯電話向け配信サービス「LISMO WAVE」で全国向けにサイマル配信を開始。
  - 3月31日27時 - インターネットストリーミングラジオ「Brandnew J」の配信終了。
- 2012年（平成24年）
  - 4月22日25時10分 - 東京タワーからの放送を終了。東京タワーからの最後の番組は25時からの『VISION特別版 ありがとう東京タワー』（通常2分の所4分に拡大）で、その後"Across The View"のロングバージョンをかけた後、ジョン・カビラによる日本語・英語でのコールサイン・周波数・出力・実効輻射電力と東京タワーからの放送終了のアナウンスで締められた。
  - 4月23日 - 送信所を東京タワーから東京スカイツリーに移転、同時に出力を7kWに減力[14]。放送開始は通常のSingin' Clockではなく、"Across The View"に乗せて、ジョン・カビラによる日本語・英語でのコールサイン・周波数・出力・実効輻射電力と東京スカイツリーからの送信開始のアナウンスで開始。この日は記念特別編成としてジョン・カビラ、クリス・ペプラーがスカイツリー天望デッキから随時放送を行い、一部の時間帯では同時に送信所を移転したNHK-FMとの同時放送を実施した（12:20 - 12:30/16:10 - 16:25。NHK-FMからは赤坂泰彦が出演。前者にはカビラ、後者にはクリスが出演）。
  - 5月22日11時 - 東京スカイツリー開業記念の特別番組をニッポン放送とサイマルで放送。J-WAVEは宮本絢子、杉山ハリー、DJ TARO、Saschaが、ニッポン放送は垣花正、吉田尚記、東貴博が担当。
- 2013年（平成25年）
  - 3月31日 - 会員サービス「J-WAVE NET」を終了。
  - 4月1日 - SNS連携型会員サービス「J-WAVE LISTENERS COMMUNITY J-me」を開始。
  - 8月19日 - 放送連動型音楽専門クラウドファンディングサービス「J-CROWD MUSIC」の創設を発表。9月中旬に開始し、10月1日より本格稼働している[40]。
  - 10月1日 - 開局25周年。9時から25時間連続で開局記念番組『EVERYDAY EVERYWHERE J-WAVE』を放送した。特番はナビゲーターDJが時間ごとに総出演した。
- 2015年（平成27年）
  - 8月27日 - 東京都港区南西部の難聴地域の解消を目的とした中継局を東京都港区に設置する予備免許（88.3MHz/100W）が交付された[4]。
  - 10月21日 - 港FM中継局の本免許が交付された[3]。
  - 11月1日5時 - 港FM中継局の本運用を開始[3]。
- 2016年（平成28年）
  - 2月29日 - ウェブサイトをリニューアル[41]。
  - 3月12日 - ショーンKの学歴詐称問題で自身が出演していた『MAKE IT 21』を打ち切り。
  - 4月22日 - 4月21日未明にアイデアマンズ株式会社の製作している「ケータイキット for Movable Type」で検知できなかったセキュリティホールが原因による不正アクセスが発生。約64万件の個人情報が漏えいした可能性を発表[42]。
- 2017年（平成29年）11月20日 - インターネットテレビサービスAbemaTVによるラジオチャンネル「AbemaRADIO」（同年12月1日本開局）への番組供給を開始。『STEP ONE』『SONAR MUSIC』『TOKIO HOT 100』のサイマル配信を行う[43]。
- 2018年（平成30年）10月1日 - 開局30周年。9時から24時間連続の開局記念特番『J-WAVE 30th ANNIVERSARY SPECIAL OVER THE WAVE』をリレー形式で放送。
- 2020年（令和2年）
  - 1月1日 - この日よりコーポレートロゴを刷新。またステートメントも「for the Unique and Universal」に変更[44]。
  - 4月2日 - 子会社のJAVEによるデジタル音声コンテンツ配信サービス「SPINEAR」を開始[45]。
  - 7月2日 - 前年の6月23日にOAされた『J-WAVE SELECTION GENERATION TO GENERATION〜STORIES OF OKINAWA〜』（メインMC：ジョン・カビラ）が、第57回ギャラクシー賞ラジオ部門大賞を受賞した[46][47]。
  - 9月17日 - 同じく『J-WAVE SELECTION GENERATION TO GENERATION～STORIES OF OKINAWA～』が2020年日本民間放送連盟賞ラジオ教養部門最優秀賞を受賞した[48]。
  - 11月10日 - 更に同じく『J-WAVE SELECTION GENRTATION TO GENERTION～STORIES OF OKINAWA～』が2020年日本民間放送連盟賞ラジオ番組グランプリを受賞した[49]。
- 2021年（令和3年）7月13日 - ビデオリサーチ（2021年（令和3年））「6月度首都圏ラジオ個人聴取率調査」で初めて単独首位になる（これまでTBSラジオと同率首位があった）[50]。
- 2022年（令和4年）12月30日 - 12月31日限りでのABEMA RADIOの終了に伴い、この日をもって『TOKIO HOT 100』『STEP ONE』『ALL GOOD FRIDAY』のサイマル配信が終了。
- 2024年（令和6年）4月17日 - この日開業した東急プラザ原宿「ハラカド」内に、ポッドキャストスタジオ兼アートギャラリー「J-WAVE ARRTSIDE CAST」をオープン[21]。

## キャンペーン
J-WAVE SPRING CAMPAIGN（春のキャンペーン）
斜体はサブタイトル、（）内はキャンペーンソング
- J-WAVE WELCOME TO TOKIO（2000年まで）
  - 1998年（『TORO』UA）
  - 1999年（『スカートの砂』 UA、『WHO'S BEEN SLEEPING』SWING OUT SISTER）
  - 2000年（『Welcome!』Do As Infinity）
- J-WAVE LIVING IN TOKYO（2001年 - 2007年）
  - 2001年 東京はどこにある!?（『prism』 m-flo）
  - 2002年 スローライフ宣言!（『散歩しよう』 bird）
  - 2003年 夢と冒険の世界へ（『あなたのかわいい人 -radio mix-』 吉田美和）
  - 2004年 ゴ・カ・ンを磨こう!（『24時間の旅』 THE BOOM）
  - 2005年 Are you UNIQUE?（『Twilight』 電気グルーヴ×スチャダラパー）
  - 2006年 THiNK! TOMORROW（『ハミングライフ』 GOING UNDER GROUND）
  - 2007年 Say! Hello（『花さかフィーバー』 ウルフルズfeat.BONNIE PINK/SHIHO（Superfly））
- 2008年 20th J-WAVE LIVE! TOGETHER（『LIVE! TOGETHER!〜Tokyo Girls Anthem〜』 JUJU&DELTA GOODREM）
- 2009年 WELCOME TO WONDERLAND（『WoNDeRLaND?』 MiChi）
- 2010年 Tune in to a new world〜はじまりのはじまり （『朝が来る』 YUKI）
- 2011年 Tokyo Good Neighbors!〜東京の新しいご近所づきあい、はじめよう。
- 2012年 YOUR WAVE MAKES THE WORLD!!（『シーズンドライブ』藤巻亮太（レミオロメン）
- 2013年 TOKYO NEW STANDARD（『さらさら』 スピッツ）
- 2014年 TOKYO GOOD VIBRATION（『桜の森』 星野源）
- 2015年 WELCOME TO J-WAVE（『DANCING SHOES』 THE BAWDIES）
- 2016年 WELCOME TO J-WAVE（『Hello Radio』 ザ・プールサイド）
- 2020年 NEW FEELING GOOD FEELING ～変わる東京、変わる私～
- 2021年 MOVIN' ON（『会いたいね｡ﾟ(ﾟ´ω`ﾟ)ﾟ｡ feat.長谷川白紙』東京スカパラダイスオーケストラ）

J-WAVE WINTER CAMPAIGN
- 2004年 HEARTS FOR DECEMBER（『THIS CHRISTMAS TIME』 Keri Noble）
- 2005年 MERRY CHRISTMAS TOKYO!（『When I Come Back Home』 Filippa Giordano）
- 2006年 J-WAVE UNIVERSAL LOVE CHRISTMAS（『STILL/As One』 Crystal Kay）
- 2007年 Holy December. Be IN LOVE, With J-WAVE!（『To Be In Love』 MISIA、『Christmas This Year』 MELEE）
- 2008年 HOLY WINTER〜SEASON OF LOVE（『Stars and midnight blue』 enya）
- 2009年 PLAY FOR LOVE, PRAY FOR ALL（『星に願いを』 RIP SLYME）
- 2010年 LOVE & PEACE（『Happy Xmas (War Is Over)』 CHARICE）
- 2013年 SHARE OUR HEARTS -いっしょに物語をつくろう-（『星月夜』 JUJU）
- 2014年 CLOCK WORK CHRISTMAS（『one more』 木村カエラ）
- 2015年 WONDERFUL CHRISTMAS（『DOKI DOKI』 さかいゆう）
- 2016年 SING A SONG（『GOOD DAY』 DNCE）

その他
- Power Of Music（JFL共同キャンペーン、2002年 - 2007年、毎年9月）
- FOR THE NEXT（JAPAN FM LEAGUE共同キャンペーン、2013年から、毎年秋）
- JFL×TSUTAYA ACCESS!（2008年からFM802で行われているキャンペーン。2016年は、JAPAN FM LEAGUE共同キャンペーンとして実施）
- Look! Music Comes!（2003年、六本木への移転を記念に実施）
- MERRY CHRISTMAS TOKYO!（毎年12月1日 - 25日、2004年以降は先述の名称で実施）
- J-WAVE Heart to Heart つなげる、ココロ（2011年3月17日 - 同年3月31日、東日本大震災の被災地支援）

それぞれのキャンペーンの際には、通常番組内に連動コーナーが作られるほか、終了間際の祝日などに特別番組が放送される。

## タイムテーブル
2025年5月時点。
（公式サイトのタイムテーブルも参照）
- 随時 - J-WAVE LIFE INFORMATION（HEADLINE NEWS（ニュース）、WEATHER INFORMATION（天気予報）、TRAFFIC INFORMATION（交通情報））、ACCESS INFORMATION（鉄道の運行状況に関する情報、事故などによる遅延発生の場合のみ）
- ◎ - 生放送番組
- ★ - JFLへ向けてネット

|                                          | MONDAY | TUESDAY | WEDNESDAY | THURSDAY | FRIDAY                                                                                 | SATURDAY                                           | SUNDAY |
| ---------------------------------------- | --- | --- | --- | --- | -------------------------------------------------------------------------------------- | -------------------------------------------------- | --- |
| 5                                        | 5:00 ◎ JUST A LITTLE LOVIN' - 中田絢千                                                                                         | 5:00 ◎ JUST A LITTLE LOVIN' - 中田絢千                                                                                         | 5:00 ◎ JUST A LITTLE LOVIN' - 中田絢千                                                                                         | 5:00 ◎ JUST A LITTLE LOVIN' - 中田絢千                                                                                         | 5:00 GLASSY WEEKEND - nico                                                             | 5:00 ◎ WEEKEND VIBES - DJ TARO                     | 5:00 ◎ WEEKEND VIBES - DJ TARO |
| 6                                        | 6:00 ◎ J-WAVE TOKYO MORNING RADIO - 別所哲也                                                                                   | 6:00 ◎ J-WAVE TOKYO MORNING RADIO - 別所哲也                                                                                   | 6:00 ◎ J-WAVE TOKYO MORNING RADIO - 別所哲也                                                                                   | 6:00 ◎ J-WAVE TOKYO MORNING RADIO - 別所哲也                                                                                   | 6:00 ◎ 〜JK RADIO〜TOKYO UNITED - ジョン・カビラ - 8:40 WORDS FROM THE FIELD - GAKU MC | 6:00 ◎ POP OF THE WORLD - ハリー杉山、ジェニー     | 6:00 ◎ EARLY GLORY - 小林涼子 - 7:35 SARAYA ENJOY! NATURAL STYLE - 野村友里 |
| 7                                        | 6:00 ◎ J-WAVE TOKYO MORNING RADIO - 別所哲也                                                                                   | 6:00 ◎ J-WAVE TOKYO MORNING RADIO - 別所哲也                                                                                   | 6:00 ◎ J-WAVE TOKYO MORNING RADIO - 別所哲也                                                                                   | 6:00 ◎ J-WAVE TOKYO MORNING RADIO - 別所哲也                                                                                   | 6:00 ◎ 〜JK RADIO〜TOKYO UNITED - ジョン・カビラ - 8:40 WORDS FROM THE FIELD - GAKU MC | 6:00 ◎ POP OF THE WORLD - ハリー杉山、ジェニー     | 6:00 ◎ EARLY GLORY - 小林涼子 - 7:35 SARAYA ENJOY! NATURAL STYLE - 野村友里 |
| 7:50 LETTERS TO YOUR PRECIOUS - 秀島史香 | 6:00 ◎ J-WAVE TOKYO MORNING RADIO - 別所哲也                                                                                   | 6:00 ◎ J-WAVE TOKYO MORNING RADIO - 別所哲也                                                                                   | 6:00 ◎ J-WAVE TOKYO MORNING RADIO - 別所哲也                                                                                   | 6:00 ◎ J-WAVE TOKYO MORNING RADIO - 別所哲也                                                                                   | 6:00 ◎ 〜JK RADIO〜TOKYO UNITED - ジョン・カビラ - 8:40 WORDS FROM THE FIELD - GAKU MC |                                                    | 6:00 ◎ EARLY GLORY - 小林涼子 - 7:35 SARAYA ENJOY! NATURAL STYLE - 野村友里 |
| 8                                        | 6:00 ◎ J-WAVE TOKYO MORNING RADIO - 別所哲也                                                                                   | 6:00 ◎ J-WAVE TOKYO MORNING RADIO - 別所哲也                                                                                   | 6:00 ◎ J-WAVE TOKYO MORNING RADIO - 別所哲也                                                                                   | 6:00 ◎ J-WAVE TOKYO MORNING RADIO - 別所哲也                                                                                   | 6:00 ◎ 〜JK RADIO〜TOKYO UNITED - ジョン・カビラ - 8:40 WORDS FROM THE FIELD - GAKU MC | 8:00 ◎ RADIO DONUTS - 渡辺祐、山田玲奈             | 6:00 ◎ EARLY GLORY - 小林涼子 - 7:35 SARAYA ENJOY! NATURAL STYLE - 野村友里 |
| 9                                        | 9:00 ◎ STEP ONE - サッシャ、ノイハウス萌菜                                                                                     | 9:00 ◎ STEP ONE - サッシャ、ノイハウス萌菜                                                                                     | 9:00 ◎ STEP ONE - サッシャ、ノイハウス萌菜                                                                                     | 9:00 ◎ STEP ONE - サッシャ、ノイハウス萌菜                                                                                     | 6:00 ◎ 〜JK RADIO〜TOKYO UNITED - ジョン・カビラ - 8:40 WORDS FROM THE FIELD - GAKU MC | 8:00 ◎ RADIO DONUTS - 渡辺祐、山田玲奈             | 9:00 ◎ ACROSS THE SKY - 小川紗良 |
| 10                                       | 9:00 ◎ STEP ONE - サッシャ、ノイハウス萌菜                                                                                     | 9:00 ◎ STEP ONE - サッシャ、ノイハウス萌菜                                                                                     | 9:00 ◎ STEP ONE - サッシャ、ノイハウス萌菜                                                                                     | 9:00 ◎ STEP ONE - サッシャ、ノイハウス萌菜                                                                                     | 6:00 ◎ 〜JK RADIO〜TOKYO UNITED - ジョン・カビラ - 8:40 WORDS FROM THE FIELD - GAKU MC | 8:00 ◎ RADIO DONUTS - 渡辺祐、山田玲奈             | 9:00 ◎ ACROSS THE SKY - 小川紗良 |
| 11                                       | 9:00 ◎ STEP ONE - サッシャ、ノイハウス萌菜                                                                                     | 9:00 ◎ STEP ONE - サッシャ、ノイハウス萌菜                                                                                     | 9:00 ◎ STEP ONE - サッシャ、ノイハウス萌菜                                                                                     | 9:00 ◎ STEP ONE - サッシャ、ノイハウス萌菜                                                                                     | 6:00 ◎ 〜JK RADIO〜TOKYO UNITED - ジョン・カビラ - 8:40 WORDS FROM THE FIELD - GAKU MC | 8:00 ◎ RADIO DONUTS - 渡辺祐、山田玲奈             | 9:00 ◎ ACROSS THE SKY - 小川紗良 |
| 11:30 ◎ ALL GOOD FRIDAY - LiLiCo、稲葉友 | 9:00 ◎ STEP ONE - サッシャ、ノイハウス萌菜                                                                                     | 9:00 ◎ STEP ONE - サッシャ、ノイハウス萌菜                                                                                     | 9:00 ◎ STEP ONE - サッシャ、ノイハウス萌菜                                                                                     | 9:00 ◎ STEP ONE - サッシャ、ノイハウス萌菜                                                                                     |                                                                                        | 8:00 ◎ RADIO DONUTS - 渡辺祐、山田玲奈             | 9:00 ◎ ACROSS THE SKY - 小川紗良 |
| 12                                       | 9:00 ◎ STEP ONE - サッシャ、ノイハウス萌菜                                                                                     | 9:00 ◎ STEP ONE - サッシャ、ノイハウス萌菜                                                                                     | 9:00 ◎ STEP ONE - サッシャ、ノイハウス萌菜                                                                                     | 9:00 ◎ STEP ONE - サッシャ、ノイハウス萌菜                                                                                     | 12:00 ◎ BLUE IN GREEN - 甲斐まりか - 14:00 FOR OUR EARTH -ONE BY ONE- - 堀田茜         | 12:00 DRIVING WITH YOU - 生田絵梨花                | |
| 13                                       | 13:00 TALK TO NEIGHBORS - クリス智子                                                                                           | 13:00 TALK TO NEIGHBORS - クリス智子                                                                                           | 13:00 TALK TO NEIGHBORS - クリス智子                                                                                           | 13:00 TALK TO NEIGHBORS - クリス智子                                                                                           | 12:00 ◎ BLUE IN GREEN - 甲斐まりか - 14:00 FOR OUR EARTH -ONE BY ONE- - 堀田茜         | 13:00 ◎ TOKIO HOT 100 - クリス・ペプラー           | |
| 13                                       | 13:30 ◎ PEOPLE'S ROASTERY - 長井優希乃                                                                                         | | | | 12:00 ◎ BLUE IN GREEN - 甲斐まりか - 14:00 FOR OUR EARTH -ONE BY ONE- - 堀田茜         | 13:00 ◎ TOKIO HOT 100 - クリス・ペプラー           | |
| 14                                       | | | | | 12:00 ◎ BLUE IN GREEN - 甲斐まりか - 14:00 FOR OUR EARTH -ONE BY ONE- - 堀田茜         | 13:00 ◎ TOKIO HOT 100 - クリス・ペプラー           | |
| 15                                       | 15:00 BIBLIOTHECA 〜THE WEEKEND LIBRARY〜 - 山口周・長濱ねる                                                                   | | | |                                                                                        | 13:00 ◎ TOKIO HOT 100 - クリス・ペプラー           | |
| 16                                       | 16:00 ◎ GRAND MARQUEE - タカノシンヤ（Frasco）、セレイナ・アン                                                                 | 16:00 ◎ GRAND MARQUEE - タカノシンヤ（Frasco）、セレイナ・アン                                                                 | 16:00 ◎ GRAND MARQUEE - タカノシンヤ（Frasco）、セレイナ・アン                                                                 | 16:00 ◎ GRAND MARQUEE - タカノシンヤ（Frasco）、セレイナ・アン                                                                 | 16:00 MOTORING MUSIC - 武藤千春                                                        | 13:00 ◎ TOKIO HOT 100 - クリス・ペプラー           | 16:00 LINKSPACE - TENDRE、田中シェン |
| 16                                       | 16:00 ◎ GRAND MARQUEE - タカノシンヤ（Frasco）、セレイナ・アン                                                                 | 16:00 ◎ GRAND MARQUEE - タカノシンヤ（Frasco）、セレイナ・アン                                                                 | 16:00 ◎ GRAND MARQUEE - タカノシンヤ（Frasco）、セレイナ・アン                                                                 | 16:00 ◎ GRAND MARQUEE - タカノシンヤ（Frasco）、セレイナ・アン                                                                 | 16:30 ◎ START LINE - 長谷川ミラ                                                        | 13:00 ◎ TOKIO HOT 100 - クリス・ペプラー           | 16:00 LINKSPACE - TENDRE、田中シェン |
| 17                                       | 16:00 ◎ GRAND MARQUEE - タカノシンヤ（Frasco）、セレイナ・アン                                                                 | 16:00 ◎ GRAND MARQUEE - タカノシンヤ（Frasco）、セレイナ・アン                                                                 | 16:00 ◎ GRAND MARQUEE - タカノシンヤ（Frasco）、セレイナ・アン                                                                 | 16:00 ◎ GRAND MARQUEE - タカノシンヤ（Frasco）、セレイナ・アン                                                                 | 17:00 MILLION BILLION - BE:FIRST                                                       | 17:00 SAUDE! SAUDADE... - 滝川クリステル           | |
| 18                                       | 16:00 ◎ GRAND MARQUEE - タカノシンヤ（Frasco）、セレイナ・アン                                                                 | 16:00 ◎ GRAND MARQUEE - タカノシンヤ（Frasco）、セレイナ・アン                                                                 | 16:00 ◎ GRAND MARQUEE - タカノシンヤ（Frasco）、セレイナ・アン                                                                 | 16:00 ◎ GRAND MARQUEE - タカノシンヤ（Frasco）、セレイナ・アン                                                                 | 18:00 OTOAJITO - クリス・ペプラー                                                      | 18:00 ★ LIFESTYLE COLLEGE - 吉岡里帆               | |
| 18                                       | 18:50 DIG UP! - 鮎貝健、栄倉麻桍、福ノ上達也、藤田琢己、宮本絢子、山中タイキ                                                   | | | | 18:00 OTOAJITO - クリス・ペプラー                                                      | 18:00 ★ LIFESTYLE COLLEGE - 吉岡里帆               | |
| 19                                       | 19:00 ◎ JAM THE PLANET - 吉田まゆ（月・火 19:00 - 20:00）、石田健（水・木 19:00 - 20:00）、グローバー（月 - 木 20:00 - 22:00） | 19:00 ◎ JAM THE PLANET - 吉田まゆ（月・火 19:00 - 20:00）、石田健（水・木 19:00 - 20:00）、グローバー（月 - 木 20:00 - 22:00） | 19:00 ◎ JAM THE PLANET - 吉田まゆ（月・火 19:00 - 20:00）、石田健（水・木 19:00 - 20:00）、グローバー（月 - 木 20:00 - 22:00） | 19:00 ◎ JAM THE PLANET - 吉田まゆ（月・火 19:00 - 20:00）、石田健（水・木 19:00 - 20:00）、グローバー（月 - 木 20:00 - 22:00） | 19:00 WORLD AIR CURRENT - 葉加瀬太郎                                                   | 19:00 DRIVE TO THE FUTURE - ピストン西沢           | |
| 20                                       | 19:00 ◎ JAM THE PLANET - 吉田まゆ（月・火 19:00 - 20:00）、石田健（水・木 19:00 - 20:00）、グローバー（月 - 木 20:00 - 22:00） | 19:00 ◎ JAM THE PLANET - 吉田まゆ（月・火 19:00 - 20:00）、石田健（水・木 19:00 - 20:00）、グローバー（月 - 木 20:00 - 22:00） | 19:00 ◎ JAM THE PLANET - 吉田まゆ（月・火 19:00 - 20:00）、石田健（水・木 19:00 - 20:00）、グローバー（月 - 木 20:00 - 22:00） | 19:00 ◎ JAM THE PLANET - 吉田まゆ（月・火 19:00 - 20:00）、石田健（水・木 19:00 - 20:00）、グローバー（月 - 木 20:00 - 22:00） | 20:00 ◎ INNOVATION WORLD - 川田十夢 - 21:40 TECHNOLOGY COLLEGE - 池田瑛紗              | 20:00 TOMOLAB.〜TOMORROW LABORATORY - 井桁弘恵     | 20:00 TRAVELLING WITHOUT MOVING - 野村訓市 |
| 21                                       | 19:00 ◎ JAM THE PLANET - 吉田まゆ（月・火 19:00 - 20:00）、石田健（水・木 19:00 - 20:00）、グローバー（月 - 木 20:00 - 22:00） | 19:00 ◎ JAM THE PLANET - 吉田まゆ（月・火 19:00 - 20:00）、石田健（水・木 19:00 - 20:00）、グローバー（月 - 木 20:00 - 22:00） | 19:00 ◎ JAM THE PLANET - 吉田まゆ（月・火 19:00 - 20:00）、石田健（水・木 19:00 - 20:00）、グローバー（月 - 木 20:00 - 22:00） | 19:00 ◎ JAM THE PLANET - 吉田まゆ（月・火 19:00 - 20:00）、石田健（水・木 19:00 - 20:00）、グローバー（月 - 木 20:00 - 22:00） | 20:00 ◎ INNOVATION WORLD - 川田十夢 - 21:40 TECHNOLOGY COLLEGE - 池田瑛紗              | 21:00 CREATOR'S NOTE - 水野良樹（いきものがかり）  | 21:00 BLAZE A TRAIL - 亀田誠治 |
| 21                                       | 21:45 GLOBAL BUSINESS CHARGE - 西脇資哲                                                                                        | | | | 20:00 ◎ INNOVATION WORLD - 川田十夢 - 21:40 TECHNOLOGY COLLEGE - 池田瑛紗              | 21:00 CREATOR'S NOTE - 水野良樹（いきものがかり）  | 21:00 BLAZE A TRAIL - 亀田誠治 |
| 22                                       | 22:00 ◎ GURU GURU! | 22:00 ◎ GURU GURU! | 22:00 ◎ GURU GURU! | 22:00 ◎ GURU GURU! | 22:00 MUSIC BLOOM - Shin Sakiura、Rachel（chelmico）                                   | 22:00 FOURGONNETTE - 長岡亮介                      | 22:00 J-WAVE SELECTION - 第1日曜 DREAM TOGETHER - 野村雅夫 <FM COCOLO制作> - 第3日曜 HEART TO HEART - CANDLE JUNE - 第4日曜 LAUGH & MONEY 〜TESTA & MINAMIKAWA〜 - テスタ、みなみかわ |
| 22                                       | 加賀翔（かが屋） | ダウ90000 | 福留光帆、前田裕太（ティモンディ）                                                                                             | エバース | 22:30 LOGISTEED RADIONOMICS - 佐々木久美（日向坂46）                                   | 22:00 FOURGONNETTE - 長岡亮介                      | 22:00 J-WAVE SELECTION - 第1日曜 DREAM TOGETHER - 野村雅夫 <FM COCOLO制作> - 第3日曜 HEART TO HEART - CANDLE JUNE - 第4日曜 LAUGH & MONEY 〜TESTA & MINAMIKAWA〜 - テスタ、みなみかわ |
| 23                                       | 加賀翔（かが屋） | ダウ90000 | 福留光帆、前田裕太（ティモンディ）                                                                                             | エバース | 23:00 PILOT THE ORIGINAL - KREVA                                                       | 23:00 DIVE TO THE NEW WORLD - SKY-HI               | 23:00 INNOVATION WORLD ERA - 真鍋大度 / 後藤正文 / のん / 小橋賢児 |
| 23                                       | 加賀翔（かが屋） | ダウ90000 | 福留光帆、前田裕太（ティモンディ）                                                                                             | エバース | 23:30 WEEKEND LIVING - 松下洸平                                                        | 23:00 DIVE TO THE NEW WORLD - SKY-HI               | 23:00 INNOVATION WORLD ERA - 真鍋大度 / 後藤正文 / のん / 小橋賢児 |
| 0                                        | 0:00 SPARK | 0:00 SPARK | 0:00 SPARK | 0:00 SPARK | 0:00 QUEST FOR THE FUTURE - 小坂菜緒（日向坂46）                                       | 0:00 MASSIVE HISTORIA - 詩羽（水曜日のカンパネラ） | 0:00 GROWING REED - 岡田准一 |
| 0                                        | sumika | 新井和輝 (King Gnu) | 秦基博 | 今市隆二 (三代目 J SOUL BROTHERS from EXILE TRIBE)                                                                             | 0:30 FIND YOUR VOICE - 尾崎ななみ                                                      | 0:00 MASSIVE HISTORIA - 詩羽（水曜日のカンパネラ） | 0:00 GROWING REED - 岡田准一 |
| 1                                        | 1:00 THE KINGS PLACE | 1:00 THE KINGS PLACE | 1:00 THE KINGS PLACE | 1:00 THE KINGS PLACE | 1:00 BITS & BOBS TOKYO - 髙崎卓馬・長澤樹                                              | 1:00 TOKYO M.A.A.D SPIN                            | 1:00 放送休止 |
| 1                                        | 04 Limited Sazabys | MAN WITH A MISSION | マカロニえんぴつ | ヤングスキニー | 1:30 THE NICHE WORKBOOK - 市川紗椰                                                     | 1:00 TOKYO M.A.A.D SPIN                            | 1:00 放送休止 |
| 2                                        | 2:00 COMMON GROUND | 2:00 COMMON GROUND | 2:00 COMMON GROUND | 2:00 COMMON GROUND | 2:00 THE PLAYBACK - 山田健人                                                           | 1:00 TOKYO M.A.A.D SPIN                            | 1:00 放送休止 |
| 2                                        | 2:00 COMMON GROUND | 2:00 COMMON GROUND | 2:00 COMMON GROUND | 2:00 COMMON GROUND | 2:30 BEFORE DAWN - 燃え殻                                                              | 1:00 TOKYO M.A.A.D SPIN                            | 1:00 放送休止 |
| 3                                        | 3:00 THE UNIVERSE | 3:00 THE UNIVERSE | 3:00 THE UNIVERSE | 3:00 THE UNIVERSE | 3:00 TOKYO M.A.A.D SPIN                                                                | 1:00 TOKYO M.A.A.D SPIN                            | 1:00 放送休止 |
| 4                                        | 安藤裕子 | 大橋トリオ | 大貫妙子 | 岸田繁（くるり） | 3:00 TOKYO M.A.A.D SPIN                                                                | 1:00 TOKYO M.A.A.D SPIN                            | 1:00 放送休止 |

1. ↑  その他の番組

  - sun. 1:00 - 5:00 J-WAVE MUSIC SELECTION - 落合隼亮（サウンドプラネットのみ）
  - 第2日曜深夜 1:00 - 2:00 DIALOGUE RADIO〜in the Dark〜 - 志村季世恵、板井麻衣子

なお、月曜 - 金曜に祝日がある場合、9:00 - 17:55までの特別番組『J-WAVE HOLIDAY SPECIAL』が放送される。また、日によってはその直後の時間帯やクリスマスや年末などの時期にも、数時間単位で通常とは異なる編成で特別番組がいくつか組まれる。これらの番組は多く単独スポンサーである。
日曜深夜の放送休止枠は月に一度、オリジナルジングルをオルゴールアレンジしたBGMにのせて「J-WAVE 番組審議会事務局からのお知らせ」を放送するため、その際は25:05に終了する。また、試験電波と称して新旧洋邦を問わない、ジャンルレス・かつライヴ音源などを用いた楽曲と、合間に英語によるナレーションを挟む。また、定期的にこの枠をリスナー（J-me会員）に開放し、「日曜深夜の選曲権」と題して、リスナー（J-me会員）に選曲権をゆだねる企画も行っている。この枠に関してはradikoでは聴くことはできず、クロージングナレーション終了後、オープニングに入るまで無音となる。
試験放送中のデータについては、'AZ'-STATION J-WAVEを参照。

### ミニ番組
- J-WAVE LIFE INFORMATION

J-WAVEが発行するタイムテーブルに掲載されているニュースや天気などの生活情報のコーナーの総称。"LIFE INFORMATION"という名称が放送に使用されることはない。これらの情報はナビゲーター（DJ）ではなくアナウンサーによって伝えられる。
- at home QUIET POETRY

月曜から木曜迄の23時55分か5分間放送。パーソナリティーは菅原敏。
- MOMENT

土曜日の17時台から21時台、日曜日の16時台から23時台の毎時58分頃から2分程、土曜23時台は56分から4分程放送。これまでのモノローグスタイルであった『VOICE...』や『VISION』のスタイルを受け継ぎ、森羅万象のきらめく一瞬を言葉と音楽で伝える、短くも美しいラジオストーリー。土曜日は7回、日曜日は8回オンエア。ナビゲーターは『VISION』に引き続きVieVie。59分50秒からは時刻を告知するアナウンスが流れて次の番組へつなぐ。

## タイムテーブル（番組表）
番組の情報などを載せた小冊子「TimeTable」を毎月末に発行している。発行場所は主要CDショップ（HMV、タワーレコード、新星堂、ヴァージンメガストア、山野楽器など）である。
タイムテーブルの入手が困難な場合、J-WAVEよりタイムテーブルを郵送してもらうことも可能。
2010年7月20日から一時期iPhone用アプリとして無料配信を行った事があり、ナビゲーターの音声も聞くことができるようになっていた。

## 改編
番組の改編は主に4月と10月に行われる。番組の終了などの告知は、原則として終了の2週間前頃から行われる。

## 所属アナウンサー
2021年9月現在、専属アナウンサーはいないため、ニュース等のアナウンスはフリーアナウンサーが担当するが、一時期専属のアナウンサーがいたことがある。
- 手島里華（元ニッポン放送・TOKYO FMアナウンサー）

2006年9月よりプロデューサーとして入社していたが、2007年4月より同局初の専属アナウンサーになる。
2010年5月末より産休及び育児休暇。その後、2013年6月をもってJ-WAVEを退社。

## GREEN Casting Day
環境問題への意識を高めるなどの目的から、毎月1日の放送と祝日に行われる『ホリデースペシャル』の放送を全て自然エネルギーによる電力で賄っている。以下の3種類のいずれかで放送し、使用中の電力源を示すロゴマークが公式サイトトップページや番組サイトに表示される。
なお、2007年2月16日は京都議定書が発効してからちょうど2年の日にあたったため、この日もGREEN Casting Dayとして放送を行った。
実際には、自社で直接発電しているわけではなく（局舎には非常用以外の発電設備はない）、日本自然エネルギー株式会社のグリーン電力証書のしくみを利用して、間接的に利用するというかたちをとっている。
Green Power WIND
風力発電。自然風により風車を回し、その回転運動を発電機に伝えて発電させたエネルギー。
Green Power WATER
水力発電。高いところから落ちてくる水の勢いで水車を回し、その水車が回転する力で発電させたエネルギー。
Green Power BIOMASS
バイオマス発電。植物などから得られた有機物をエネルギー源として発電されたエネルギー。
なお、このGREEN Casting Dayにはデンカ（以前はみずほフィナンシャルグループ）がスポンサーとして協賛している。

## 聴取率
かつて、1989年7月29日 - 8月4日と1990年4月期に行われた聴取率調査で首都圏全局1位を獲得したこともあった。それ以降はAM主要局に抜かれたが、JFNのキー局であるTOKYO FMと熾烈なFM局首位争いを展開。1990年代中頃はトーク主体のTFMに苦戦を強いられていたが、近年は巻き返しを図り優位に立つ。この在京FM2局の聴取率合戦に、これまでは県下居住者の聴取状況のみを集計していた、埼玉のNACK5が、2004年4月期に埼玉県内、都内を含めた首都圏で初めて首位（J-WAVEと同率）を獲得するなど、1都3県下で三つ巴の激しいFM局首位争いが繰り広げられている。さらに、2008年6月期ではAMの文化放送を抜き首都圏全局4位となるなどの躍進を見せ、2010年10月・12月期にTBSラジオに次ぐ、2期連続単独2位となって以降、首都圏全局2位になることが多くなっている。2021年6月期調査では20年間首位を譲らなかったTBSラジオを抜き、単独首位となった。その後はエフエム東京やニッポン放送が猛追をかけていることと、TBSラジオが聴取率調査を意識した編成（スペシャルウィーク）を取りやめたことが遠因となり、混とんとしている。

## 提供クレジット
J-WAVEの提供スポンサーの紹介（提供クレジット）の読み上げ方は、そのほとんどが「（番組名）. This program is（was） brought to you by 提供社名」や「（コーナー名） brought to you by 提供社名」と、バイリンガルDJが多いJ-WAVEをアピールする英語での提供読み上げとなっている。
また、社名部分に関しても、かつては基本英語読みであったが、現在は英語読みを主軸としながらも社名に英語が使用されてないなどの場合には日本語読みとなっている。また、他局と同じ全文日本語読みの提供クレジットも少ないながらもある。基本的に英語を得意としないナビゲーターであってもカタカナ英語で担当するが、2010年頃からは別のナレーターが担当する。
なお、TOKYO FMやbayfmなどの他局でも、一部番組において「This program is（was） brought to you by ○○」を用いているケースがある。

## サイマル放送・再送信
radikoを除くサイマル放送サービスの実施状況について述べる。
- USENの「SOUND PLANET」で全国聴取が可能（衛星放送・有線ラジオ放送）。
- 2004年9月30日まではスカイパーフェクTV!の専門チャンネル・DIGITAL J-WAVE 505で全国聴取が可能だった。
- 2011年3月15日から2019年9月30日まではKDDIのLISMO WAVEで日本国内であれば地域を問わず対応のスマートフォンから当局の聴取が可能であった。

### DIGITAL J-WAVE
J-WAVEは、全国のコミュニティ放送局へ向けて、再送信サービス「DIGITAL J-WAVE」を実施している。放送線の経由でなく、J-WAVEと再送信希望局とのあいだで契約を締結したのち、既存の全国放送チャンネルを各局が受信し、受信音声を中継する形をとっており、2004年9月30日まではDIGITAL J-WAVE 505を、同チャンネル閉局以降はSOUND PLANETのJ-WAVEチャンネルを利用している。
J-WAVEの地上波放送区域である関東地方は基本的にサービスの対象外となっている（ただし隣接周波数の局が存在しJ-WAVEを聴取困難である前橋市・まえばしCITYエフエムはサービスを利用している）。また、隣接局がDIGITAL J-WAVEを導入し、かつ放送区域が重複している場合には契約できない場合もある。
同様のサービスを実施している事業者にミュージックバードのMUSIC BIRD for COMMUNITYがあり、放送局によっては両方の再送信を編成している。
J-WAVEのワイド番組には"J-WAVE HEADLINE NEWS"が組み込まれているが、導入局で"HEADLINE NEWS"が組み込まれている時間帯を含めてサイマル放送する場合、ニュースソースである共同通信社と別途契約する必要がある。
導入局についてはDIGITAL J-WAVE Square - AIR COVER CFN LISTおよび、コミュニティ放送局一覧の「J-WAVEを再送信している局」を参照。
地上波放送との編成の差異
- CM差し替え - CM枠には別途CMフィラーをかぶせて送信している（フィラーBGMは何度か変更されている）。J-WAVEが首都圏をメインサービスとしている関係上、当該地域基準の広告を全国放送することができないため。ただし、首都圏向けの交通情報や天気予報はそのまま送信されている。
- 番組差し替え - 番組契約の関係上、スポーツ中継などが中継できない場合は、フィラーとしてオールジャンルの楽曲とJ-WAVEジングルを時間いっぱい繰り返す。
- 放送休止の有無 - 地上波では原則月曜1時00分 - 5時00分（番組表上の日曜深夜）は放送休止しているが、DIGITAL J-WAVEでは、当該枠でも実質裏送りの形で番組を放送し、平日並みの24時間放送を維持している。
- 時差の発生 - 放送線ではなく、衛星経由であるため、インターネットサイマル放送ほどではないもの、数秒程度の時差が発生する。

インターネットサイマル配信との関係
「MUSIC BIRD for COMMUNITY」が2011年10月以降JCBAインターネットサイマルラジオなどで同時配信を解禁した反面、J-WAVEはインターネット上の再送信を依然不可とし、対応が分かれた。このため、深夜枠の編成を中心に、音楽放送にした例、再送信対象を前者に切り替えた例、J-WAVE再送信の時間帯をサイマル送信の対象外とした例、地上波とネットサイマルで別々の再送信をおこなった例などがあった。
2020年6月以降、DIGITAL J-WAVEのネットサイマルが解禁され、各局が順次、地上波と同内容のサイマル配信に切り替えている。